# Les Promesses (film, 2021, Sthers)
Pour les articles homonymes, voir Les Promesses.
Pour plus de détails, voir Fiche technique et Distribution.
Les Promesses (Promises) est un film franco-italien, sorti en 2021.

## Fiche technique
- Titre original : Promises
- Titre français : Les Promesses
- Réalisation : Amanda Sthers
- Scénario : Amanda Sthers
- Photographie : Marco Graziaplena
- Musique : Andrea Laszlo De Simone
- Pays d'origine : France
- Genre : comédie romantique
- Date de sortie : 
  - Italie : 17 octobre 2021 (festival du film de Rome) ; 18 novembre 2021 (sortie nationale)
  - France : 9 août 2023[1]

## Distribution
- Pierfrancesco Favino : Alexander
  - Leon Hesby : Alexander jeune
  - Ethan Hunsinger : Alexander à 10 ans
- Kelly Reilly (VF : Laura Blanc) : Laura
- Jean Reno (VF : lui-même) : Grand-père
- Ginnie Watson : Bianca
- Cara Theobold (VF : Noémie Orphelin) : Jane
- Kris Marshall : Louis
- Deepak Verma (en) : Jack
- Marie Mouté : Marika
- Gaia Scodellaro (en) : Gilda

 Source et légende : version française (VF) sur RS Doublage